# Tom Hungerford
Thomas Arthur Guy Hungerford (Perth, Australia, 5 de mayo de 1915-ibidem, 19 de junio de 2011), popularmente conocido como T. A. G. Hungerford, fue un escritor australiano conocido por su novela de la Segunda Guerra Mundial, The Ridge and the River y sus cuentos que relatan creciendo en South Perth en Australia Occidental durante la Gran Depresión.

## Primeros años
Hungerford nació en Perth, Australia Occidental, el 5 de mayo de 1915. Creció en South Perth, conocido en ese entonces como Queen Suburb, cuando el área era semirrural.

## Periodismo
Fue un secretario de prensa para Billy Hughes. Luego se unió a Australia News y Information Bureau, y luego como un profesional independiente. Luego trabajó como un secretario de prensa de John Tonkin y Charles Court.

## Trabajos
Hungerford comenzó a escribir cuando era adolescente y tuvo su primer cuento publicado en 1942 en Sydney Bulletin. Su primer volumen de cuentos, Stories from Suburban Road, representa la vida en la Gran Depresión en el suburbio de Perth.

### Novelas
- The Ridge and the River (1950)
- Sowers in the Wind (1954)

### Cuentos
- Wong Chu and the Queen's Letterbox (1976)
- The Only One Who Forgot (Desconocida)

### Drama
- Stories from a Suburban Road
- The Day It All Ended

### Libros de niños
- Swagbelly Birdsnatcher and the Prince of Siam

### Autobiografía
- Stories From Suburban Road (1983)
- A Knockabout with a Slouch Hat
- Red Rover All Over

### No ficción
- Fremantle, Landscapes and People (con el fotógrafo Roger Garwood) (1976)